# Heliotropium argenteum
Heliotropium argenteum är en strävbladig växtart som beskrevs av Carl Ludwig von Willdenow och Johann Georg Christian Lehmann. Heliotropium argenteum ingår i Heliotropsläktet som ingår i familjen strävbladiga växter. Inga underarter finns listade i Catalogue of Life.